# Washington Carrasco
Washington Carrasco (7 de diciembre de 1941, Montevideo) es un músico popular uruguayo, reconocido principalmente por su carrera artística junto a su esposa Cristina Fernández, con quien conforma un dúo que tiene en su haber más de 35 años de trayectoria. 

## Biografía
Washington Carrasco comenzó su carrera solista en 1964. Estudió guitarra con Daniel Viglietti y con Demetrio Assumma, y sus profesores de canto fueron Nelly Pacheco y Mabel Moreno. En 1967 viaja a Chile y es partícipe del movimiento de la Nueva canción junto a artistas como Víctor Jara, Patricio Mans, Isabel y Ángel Parra. A partir de 1968 edita cinco discos como solista y varios en colectivo con otros cantautores uruguayos como Tabaré Etcheverry, Víctor Pedemonte y Eustaquio Sosa.

## Discografía

### Solista
- Como el viento (1969)
- Noches de cenizas (Sondor 33118. 1971)
- La canción del té quiero / Gracias a la vida (simple. Sondor 50188. 1972)
- A mitad de camino (Sondor 33133. 1973)
- Del candil (1973)
- Tutay Tutay (Sondor 44011. 1974)
- Pa' todos (Fol-def)

### Colectivos
- La Batalla de las Piedras (1968)
- Folklore Oriental (junto a Tabaré Etcheverry, Víctor Pedemonte y Eustaquio Sosa. Macondo GAM 607. 1974)
- Antología del Canto Popular (Sondor 44028. 1975)
- Desde la madera (junto a Víctor Pedemonte. Sondor 44031. 1975)

### Con Cristina Fernández
- Ver: Discografía de Washington Carrasco y Cristina Fernández